# Resolució 1190 del Consell de Seguretat de les Nacions Unides
La Resolució 1190 del Consell de Seguretat de les Nacions Unides, adoptada per unanimitat el 13 d'agost de 1998 després de reafirmar la resolució 696 (1991) i totes les resolucions posteriors sobre Angola, en especial la 1127 (1997) i la 1173 (1998) el Consell va ampliar el mandat de la Missió d'Observadors de les Nacions Unides a Angola (MONUA) fins al 15 de setembre de 1998.
El Consell de Seguretat va lamentar el deteriorament de la situació política i de seguretat a Angola, principalment a causa del fracàs d'UNITA per complir les obligacions derivades dels acords de pau, el Protocol de Lusaka i les resolucions pertinents del Consell de Seguretat. Addicionalment, va assenyalar que es prendrien mesures positives per generar confiança en el procés de pau.
La resolució va donar la benvinguda a la decisió del secretari general Kofi Annan d'enviar el seu Enviat Especial al país i va demanar al Secretari General que formulés recomanacions sobre el futur de la presència de les Nacions Unides a Angola abans del 31 d'agost de 1998, que seria revisat pel Consell. Va exigir que UNITA complís immediatament les seves obligacions en virtut del Protocol de Lusaka i les resolucions del Consell de Seguretat, inclosa la desmilitarització completa i l'extensió de l'administració de l'Estat a tot Angola.
Es va instar tant al Govern d'Angola com a UNITA que cessessin la propaganda hostil, netegessin les mines terrestres, acabessin la conscripció obligatòria, cooperessin amb MONUA en les seves activitats de verificació i realitzessin esforços cap a la reconciliació nacional. Es va demanar al govern, en particular, que vetllés perquè la Policia Nacional d'Angola s'abstingués d'activitats incompatibles amb el Protocol de Lusaka i que respectés UNITA com a partit polític. Finalment, es va recordar als Estats que implementessin sancions autoritzades en resolucions prèvies.